# ياروسلاف هايروفسكي
ياروسلاف هايروفسكي (Jaroslav Heyrovský) هو كيميائي وفيزيائي تشيكي ولد في 20 ديسمبر 1890 في براغ وتوفي في 27 مارس 1967 في براغ.
ياروسلاف هايروفسكي هو الابن الخامس لليوبول هايروفسكي بوفسور القانون الروماني في جامعة تشارلي ببراغ ولكلارا هانل. درس ياروسلاف الكيمياء والفيزياء والرياضيات في جامعة تشارلي ببراغ. بين 1910 و 1914 درس في جامعة كولدج (University College) في لندن تحت إشراف وليم رامسي وتحصل على درجة البكالوريوس سنة 1913. عمل مع الدكتور فرديدرك دونان وهو كيميائي أيرلندي في مجال الفيزياء الكهربائية.
خلال الحرب العالمية الأولى ، أجرى ياروسلاف خدمته العسكرية في مستشفى وعمل فيه ككميائي وأخصائي تصوير وسمح له ذلك بمواصلة دراسته والتحصل على درجة الدكتوراه في براغ سنة 1918 ومن ثم دكتوراه علمية من لندن سنة 1921.
بدأ مسيرته الجامعية كمساعد لبروفسور برونر في معهد التحليلات الكيميائية في جامعة تشارلز التشيكية وتمت ترقيته إلى منصب مساعد بروفسور سنة 1922 وفي سنة 1926 أصبح أول بروفسور فيزياء وكيمياء في جامعة تشارلز. في سنة 1950 أصبح مدير المعهد البوليغرافي.
ألقى ياروسلاف هايروفسكي محاضرات حول البوليفرافيا في الولايات المتحدة سنة 1933 وفي الاتحاد السوفياتي سنة 1934 وفي إنجلترا في 1946 وبعدها السويد سنة 1947 وتلتها الصين سنة 1958 وفي مصر سنتي 1960 و 1961.

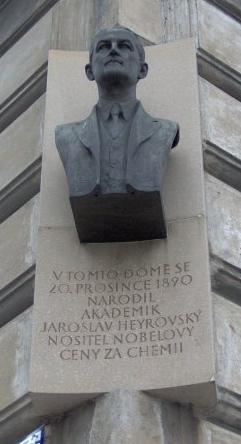
لوحة تذكارية في شارع كابروفا في براغ

تحصل ياروسلاف هايروفسكي على جائزة نوبل في الكيمياء لسنة 1959. كما سمي صدع على سطح القمر باسمه تخليدا له.

## روابط خارجية
- ياروسلاف هايروفسكي على موقع الموسوعة البريطانية (الإنجليزية)
- ياروسلاف هايروفسكي على موقع مونزينجر (الألمانية)
- ياروسلاف هايروفسكي على موقع إن إن دي بي (الإنجليزية)